# 新月球蛛
新月球蛛（学名：Theridion lunulatum）为球蛛科球蛛属的动物。在中国大陆，分布于辽宁等地。该物种的模式产地在辽宁。